# NGC 2729
NGC 2729 é uma galáxia lenticular (S0) localizada na direcção da constelação de Hydra. Possui uma declinação de +03° 43' 16" e uma ascensão recta de 9 horas, 01 minutos e 28,6 segundos.
A galáxia NGC 2729 foi descoberta em 3 de Março de 1864 por Albert Marth.